# Balón de Oro 1962

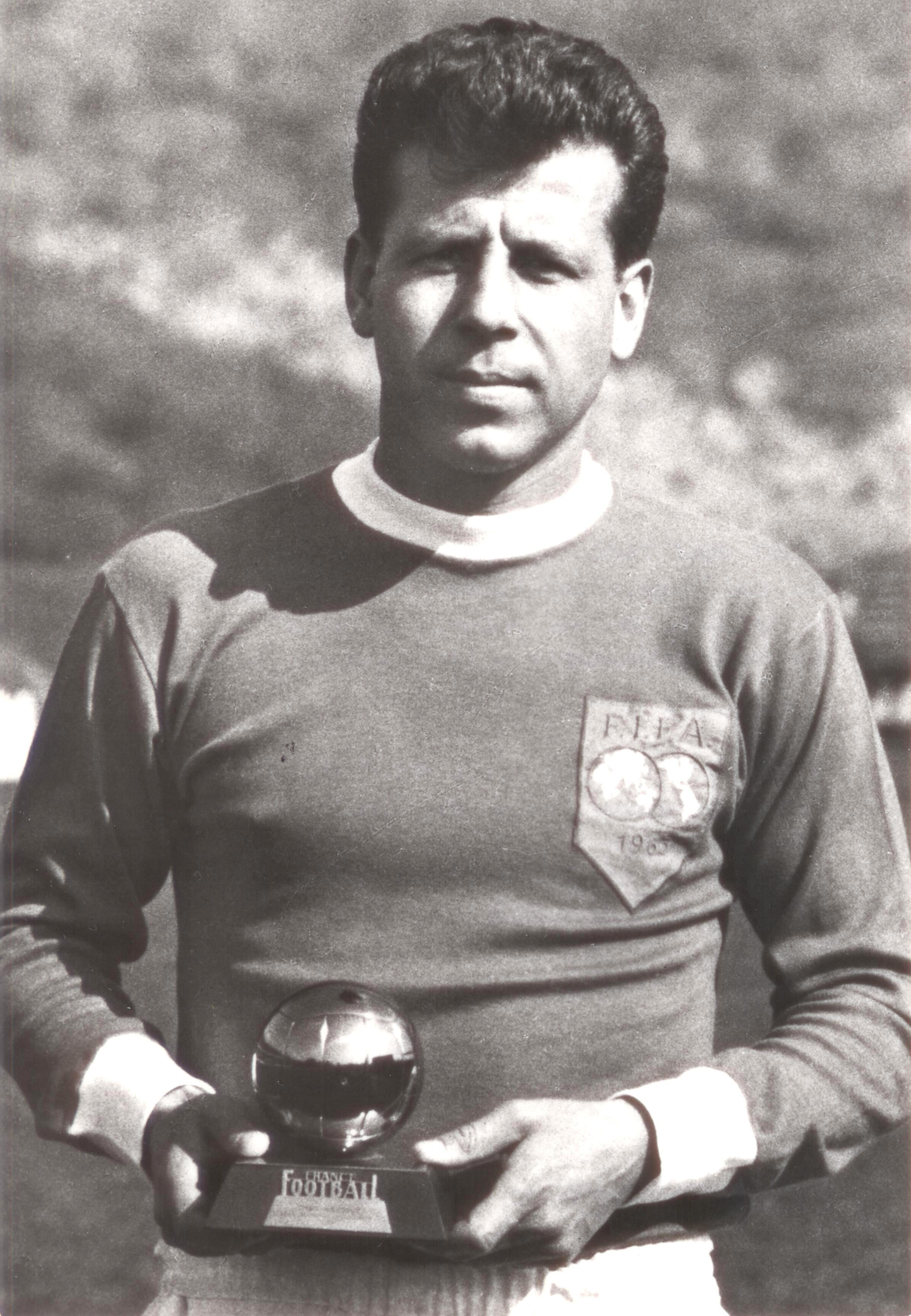
Josef Masopust con el Balón de Oro

La edición de 1962 del Balón de Oro, 7.ª edición del premio de fútbol creado por la revista francesa France Football, fue ganada por el checoslovaco Josef Masopust (Dukla Praga).
El jurado estuvo compuesto por 19 periodistas especializados, de cada una de las siguientes asociaciones miembros de la UEFA: Alemania Occidental, Austria, Bélgica, Bulgaria, Checoslovaquia, España, Francia, Grecia, Hungría, Inglaterra, Italia, Países Bajos, Polonia, Portugal, Suecia, Suiza, Turquía, Unión Soviética y Yugoslavia.
El resultado de la votación fue publicado en el número 875 de France Football, el 18 de diciembre de 1962.

## Sistema de votación
Cada uno de los miembros del jurado elige a los que a su juicio son los cinco mejores futbolistas europeos. El jugador elegido en primer lugar recibe cinco puntos, el elegido en segundo lugar cuatro puntos y así sucesivamente.
De esta forma, se repartieron 285 puntos, siendo 95 el máximo número de puntos que podía obtener cada jugador (en caso de que los 19 miembros del jurado le asignaran cinco puntos).

## Clasificación final
| Puesto | Jugador                 | Equipo                      | Votos | Votos | Votos | Votos | Votos | Votos | Puntos |
| Puesto | Jugador                 | Equipo                      | 1º    | 2º    | 3º    | 4º    | 5º    | Total | Puntos |
| ------ | ----------------------- | --------------------------- | ----- | ----- | ----- | ----- | ----- | ----- | ------ |
| 1º     | Josef Masopust          | Dukla Praga                 | 9     | 3     | 2     | 1     |       | 15    | 65     |
| 2º     | Eusébio                 | Benfica                     | 4     | 5     | 3     | 1     | 2     | 15    | 53     |
| 3º     | Karl-Heinz Schnellinger | Colonia                     |       | 4     | 3     | 2     | 4     | 13    | 33     |
| 4º     | Dragoslav Šekularac     | Estrella Roja               | 2     | 1     | 2     | 3     |       | 8     | 26     |
| 5º     | Jef Jurion              | Anderlecht                  | 1     | 1     |       | 2     | 2     | 6     | 15     |
| 6º     | Gianni Rivera           | Milan                       |       | 2     |       | 1     | 4     | 7     | 14     |
| 7º     | Jimmy Greaves           | Tottenham Hotspur           | 1     |       | 2     |       |       | 3     | 11     |
| 8º     | Milan Galić             | Partizán Belgrado           | 1     |       | 1     | 1     |       | 3     | 10     |
| 9º     | John Charles            | Juventus / Leeds / Roma     | 1     |       | 1     |       | 1     | 3     | 9      |
| 10º    | János Göröcs            | Újpest Dózsa                |       | 1     |       |       | 2     | 3     | 6      |
| 11º    | José Águas              | Benfica                     |       | 1     |       |       |       | 1     | 4      |
|        | Denis Law               | Torino / Manchester United  |       | 1     |       |       |       | 1     | 4      |
|        | Omar Sívori             | Juventus                    |       |       | 1     |       | 1     | 2     | 4      |
|        | Raymond Kopa            | Stade Reims                 |       |       |       | 2     |       | 2     | 4      |
| 15º    | Luis del Sol            | Real Madrid / Juventus      |       |       | 1     |       |       | 1     | 3      |
|        | Andrej Kvašňák          | Sparta Praga                |       |       | 1     |       |       | 1     | 3      |
|        | André Lerond            | Stade Français Paris        |       |       | 1     |       |       | 1     | 3      |
|        | Luis Suárez             | Inter de Milán              |       |       | 1     |       |       | 1     | 3      |
| 19º    | Flórián Albert          | Ferencváros                 |       |       |       | 1     |       | 1     | 2      |
|        | Kurt Hamrin             | Fiorentina                  |       |       |       | 1     |       | 1     | 2      |
|        | Horst Nemec             | Austria Viena               |       |       |       | 1     |       | 1     | 2      |
|        | Joaquín Peiró           | Atlético de Madrid / Torino |       |       |       | 1     |       | 1     | 2      |
|        | Viliam Schrojf          | Slovan Bratislava           |       |       |       | 1     |       | 1     | 2      |
|        | Ernő Solymosi           | Újpest Dózsa                |       |       |       | 1     |       | 1     | 2      |
| 25º    | Francisco Gento         | Real Madrid                 |       |       |       |       | 1     | 1     | 1      |
|        | Ezio Pascutti           | Bolonia                     |       |       |       |       | 1     | 1     | 1      |
|        | Lajos Tichy             | Honvéd                      |       |       |       |       | 1     | 1     | 1      |

## Curiosidades
- Josef Masopust se convierte en el primer jugadores checoslovaco en ganar el Balón de Oro.